# Maria Francisca av Nemours
Maria Francisca Elisabet av Savoyen, född 21 juni 1646, död 27 december 1683, var en portugisisk drottning, gift med Alfons VI av Portugal och Peter II av Portugal. Hon var politiskt aktiv och organiserade två statskupper.

## Biografi
Maria Francisca var dotter till prins Charles Amédée av Savoyen, hertig av Nemours, och Élisabeth de Bourbon.

### Alfons VI:s drottning
Äktenskapet mellan Maria Francisca och Alfons VI av Portugal arrangerades som en allians mellan Portugal och Frankrike mot Spanien, då Savojens dynasti var nära besläktad och allierad med Frankrike. Det slöts mellan Portugals premiärminister och de facto regent Castelo Melhor och Ludvig XIV av Frankrike. Giftermålet ägde rum 2 augusti 1666, samma dag som Maria Francisca anlände till Portugal.
Alfons VI var psykiskt och fysiskt sjuk och oförmögen att regera, och Portugal styrdes helt av Castelo Melhor. Kungen visade heller inget intresse för Maria Francisca, lämnade bröllopsfestligheterna innan de var avslutade, och var inte intresserad av att fullborda äktenskapet.
Maria Francisca beskrivs som intelligent och med ambitioner att verka politiskt, något som var omöjligt i en position utan inflytande över monarken, som själv inte deltog i politiken. Hon allierade sig därför med sin svåger prins Peter, som var ledare för oppositionen mot Castelo Melhors regering. 
I samarbete med Peter lyckades hon 9 september 1667 avsätta Castelo Melhor. Detta underminerade kungens position, och i november 1667 kunde prins Peter iscensätta en kupp och få sin bror Alfons VI att utnämna honom till sin ställföreträdande regent, varpå Alfons sändes i exil till Azorerna.

### Peter II:s drottning
Strax efter kuppen blev det uppenbart att Maria Francisca hade inlett ett sexuellt förhållande med sin svåger prinsregenten Peter. Eftersom hennes äktenskap med Alfons VI var ofullbordat kunde det lätt upphävas, varefter hon gifte sig med sin före detta svåger Peter 28 mars 1668. Följande år fick paret en dotter, som blev Peters arvinge.
12 september 1683 avled kung Alfons VI i sin exil på Azorerna, och efterträddes av sin bror Peter II, varpå Maria Francisca återigen blev drottning. Hon avled senare samma år, 27 december 1683.